# Мурманское морское пароходство
Мурманское морское пароходство (ОАО) — российская организация, занимающиеся морскими перевозками грузов и пассажиров. Предприятие основано в 1939 году как «Мурманское государственное морское сухогрузное и пассажирское пароходство». В 1993 году государственное предприятие преобразовано в акционерное общество со смешанной формой собственности (по состоянию на 2008 год, Российская Федерация в лице Росимущества 25,5 %; ООО «Арктические технологии» 61,78 %).

## История
Компания берёт свой отсчёт с 22 сентября 1939 года, когда на основании постановления экономического совета СНК СССР от 14 сентября того же года был издан приказ № 239 народного комиссара морского флота С. С. Дукельского «Об организации Мурманского государственного морского сухогрузного и пассажирского пароходства» (МГМП). В его состав были переданы из Северного и Балтийского морских пароходств сухогрузные пароходы.

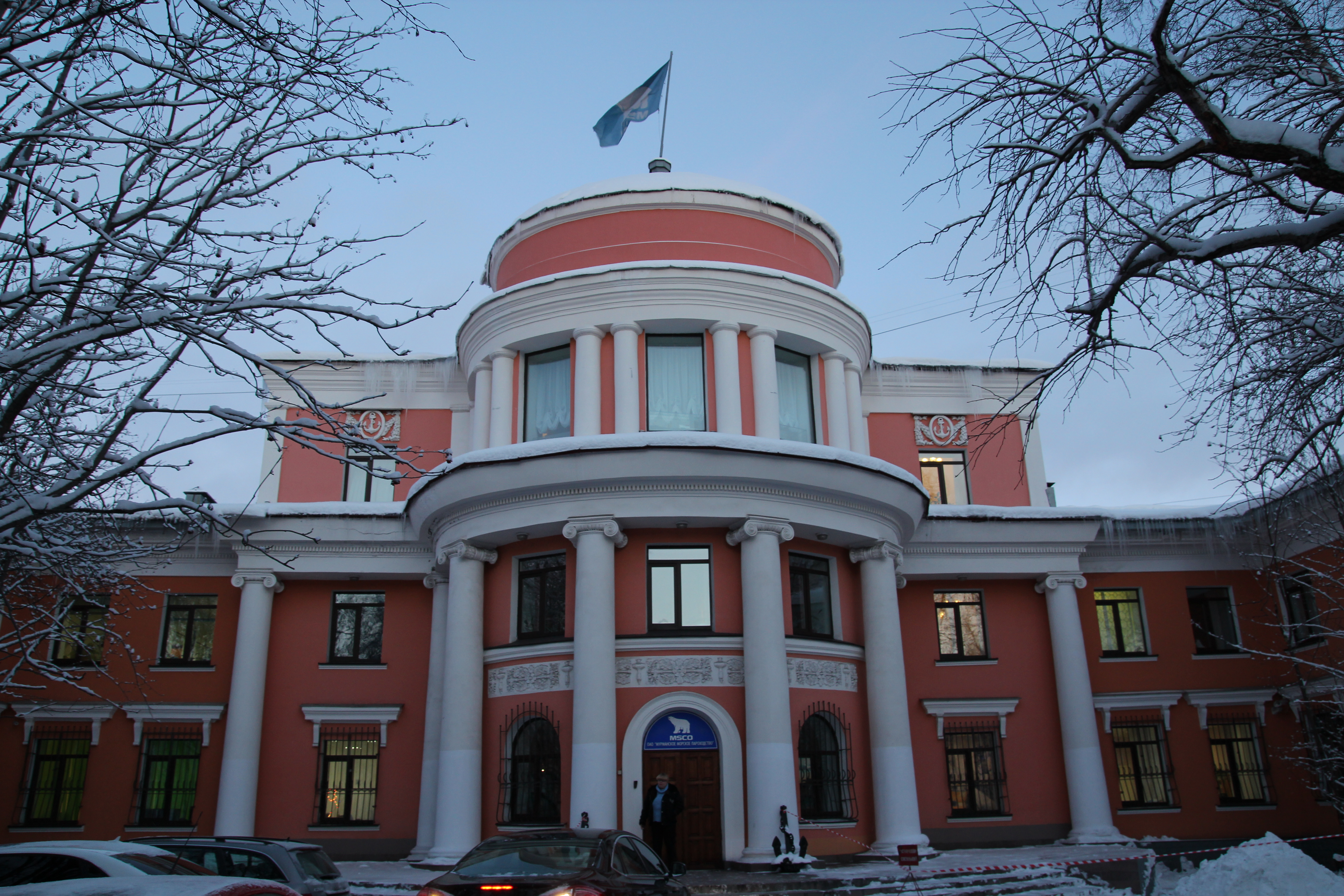
Здание Мурманского морского пароходства

Также корабли пароходства участвовали в операциях Второй мировой войны в составе легендарных полярных конвоев.
В послевоенный период основу флота составляли суда Российской империи, средний возраст флота был более 30 лет.
В составе флота было несколько новых судов, полученных по ленд-лизу, но их было слишком мало.
В 1966 году компания была переименована в Мурманское морское пароходство (ММП). Также у компании были дизельные и атомные ледоколы, которые перешли ФГУП «Атомфлот».
В настоящее время (2018 г.) пароходство испытывает значительные экономические трудности. Из-за нехватки денег у компании 9 судов арестованы в различных странах мира и не могут вернуться на родину. Морякам этих судов по много месяцев не выплачивается зарплата, оклад матроса составляет 2300 рублей, старпома — 7100 рублей.
В октябре 2020 года Арбитражным судом Мурманской области пароходство было признано банкротом.

## Собственники и руководство
Основные собственники компании по состоянию на 31 марта 2014 года:
- ООО «Арктические технологии» (57,7 %, принадлежит Николаю Владимировичу Куликову);
- Росимущество (25,5 %)
- АО «Н. Б. Три Шиппинг Лимитед» (5,5 %, Панама, принадлежит самому пароходству)

Директора пароходства:
- 1951—1952: Пётр Иванов[2];
- 1952—195?: Виктор Жарков[2];
- 195?—195?: Пётр Грузинский[2];
- 195?—1956: Иван Фомин[2];
- 1956—1963: Иван Данилкин[2];
- 1963—1970: Юрий Левин[2];
- 1970—1985: Владимир Игнатюк[2];
- 1985—1991: Всеволод Белецкий[2];
- 1992—199?: Николай Матюшенко;
- 199? — 1998: Николай Хвощинский;
- 1998—2000: Вячеслав Рукша;
- 2000—2002: Сергей Киселёв;
- 2002—2019: Александр Медведев;
- 2019 — наст. время — врио: Александр Киселёв[7]

## Флот

### Сухогрузный флот
Суда серии Cooperation — «китайцы»

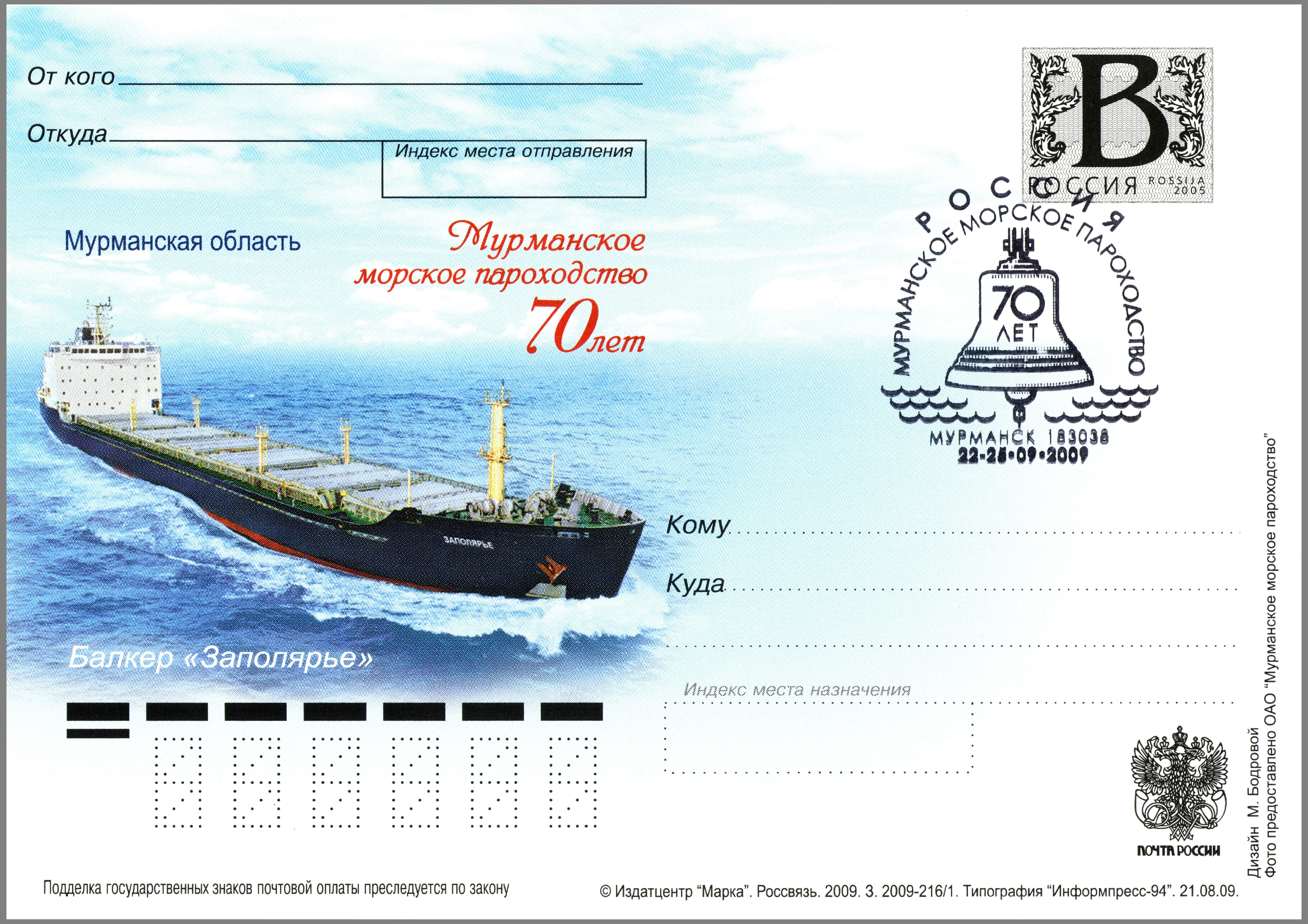
Балкер «Заполярье». Почтовая карточка со специальным гашением «70 лет Мурманскому морскому пароходству». Россия, 2009 г.

1. «Грумант» (прежнее название — Cooperation)[9]
2. «Поморье» (прежнее название — Goodwill) продан.
3. «Заполярье» (прежнее название — Perseverance)
4. «Новая Земля» (прежнее название — North Way)
5. «Северная Земля» (прежнее название — Victory)

Суда серии «Дмитрий Донской»-«немцы» (de:Typ UL-ESC)
1. «Петр Великий»[11] продан.
2. «Александр Суворов»
3. «Михаил Кутузов»
4. «Кузьма Минин» продан.

Суда серии «СА — 15 Super»
1. «Капитан Данилкин»
2. «Юрий Аршеневский»

Суда серии «Михаил Стрекаловский»
1. Виктор Ткачев продан.

Суда серии «Михаил Стрекаловский модернизированный»
1. «Павел Вавилов»
2. «Капитан Свиридов»

Суда серии «Иван Папанин»
1. «Иван Папанин»

Суда серии Печенга
1. «Печенга»[13][14] — переименован Outokumpu (Финляндия) в 2001 году

Суда специального назначения
1. «Имандра» — по состоянию на 2003 г.[15]

### Танкерный флот
Суда класса Суэцмакс
1. «Натали»
2. «Надежда» — в 2007 переименовано Almudaina, порт Приписки Мадейра; в 2008 году переименова Nadezhda, порт приписки Лимасол

Суда серии Хатанга
1. «Хатанга» 1987 г., IMO 8610887, бывший «Bauska»[16]

Суда серии Лунни
1. «Индига» (фнгл.) 1976 г., IMO 7421942, бывший «Lunni»[17]
2. «Варзуга» (англ.) 1977 г., IMO 7500401, бывший «Uikku»

Суда серии Котлас
1. «Котлас» 1989 г., IMO 8700113[18]

### Ледокольный флот
1. Многофункциональный ледокол «Владимир Игнатюк». Бывший «Arctic Kalvik»[19]

### Пассажирский флот
- Клавдия Еланская
- Поларис — 2013 год — порт приписки Корсаков

## Бывшие в составе пароходства суда

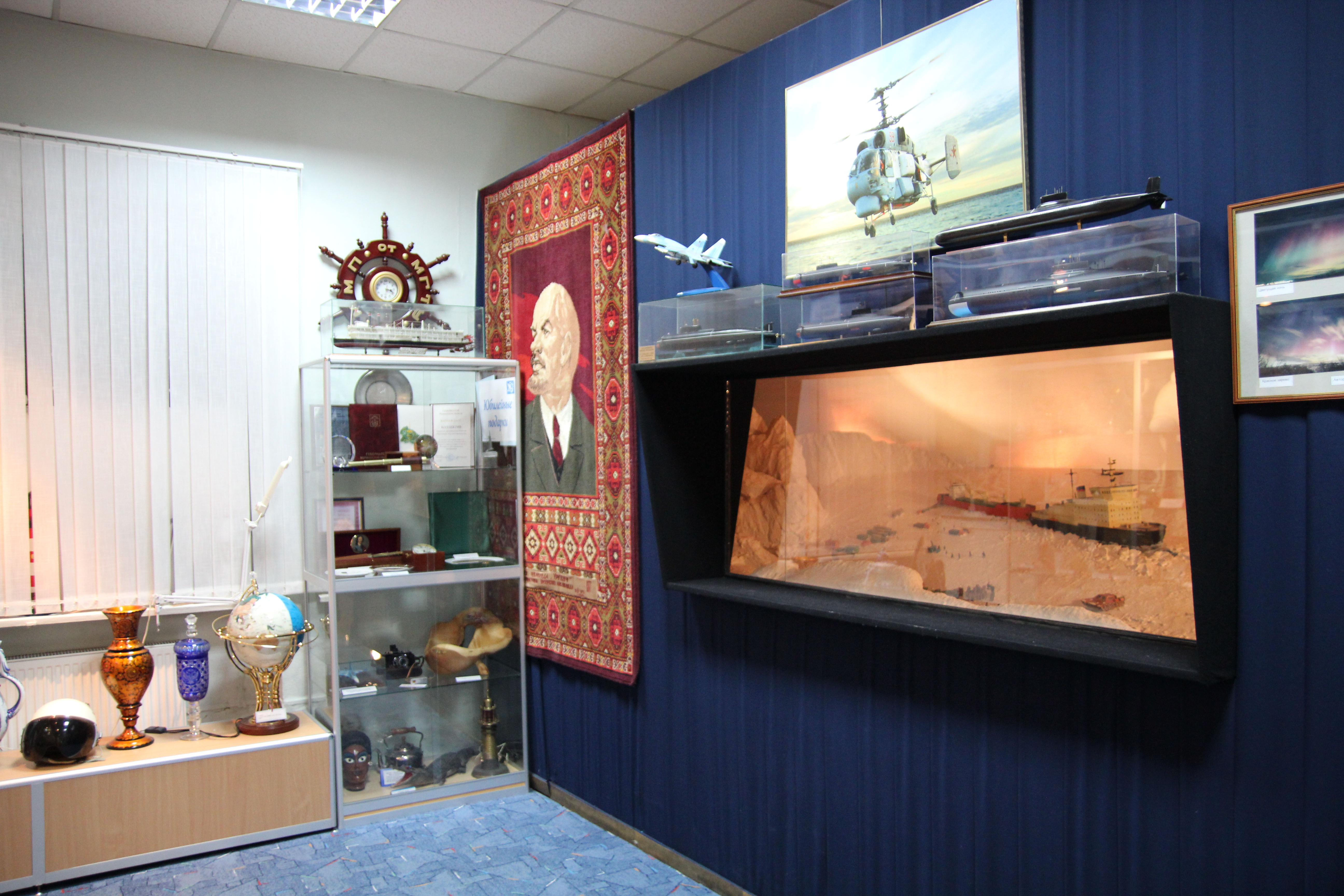
В музее Мурманского морского пароходства

1. «Кузьма Минин» получил повреждения корпуса и был продан в 2019 году.

- Алла Тарасова
- Вацлав Воровский
- Мария Ермолова
- Мончегорск (англ.)
- Норильск[источник не указан 4849 дней]
- Тикси[источник не указан 4849 дней]
- Игарка[источник не указан 4849 дней]
- Архангельск[источник не указан 4849 дней]
- Никель[источник не указан 4849 дней]
- «Дмитрий Пожарский»[20] — списано в 2011 году
- «Адмирал Ушаков» — списано в 2013 году
- «Иван Сусанин» — списано в 2012 году
- «Кола» — списано в 2010 году
- «Кандалакша»[21] — списано в 2009 году
- «Капитан Чухчин» — списано в 2013 году
- «Михаил Стрекаловский» — списано в 2013 году
- «Иван Лопатин» продан[22].